# Густав Лагербільке
Густав Юган Лагербільке (швед. Gustaf Johan Lagerbielke, нар. 10 квітня 2000, Стокгольм, Швеція) — шведський футболіст, захисник шотландського клубу «Селтік» та національної збірної Швеції.

## Ігрова ка'єра

### Клубна
Густав Лагербільке починав займатися футболом в молодіжних клубах нижчих дивізіонів. У віці 17 - років приєднався до академії столичного АІКа. Де також грав у молодіжній команді. Восени 2018 року футболіст на правах оренди приєднався до клубу Третього дивізіону «Соллентуна». А з весни наступного року підписав з клубом контракт на постійній основі.
Перед сезоном 2021 року Лагербільке перейшов до клубу Супереттан «Вестерос», з яким підписав дворічний контракт. 27 лютого у матчі на Кубок країни Густав зіграв першу гру в новій команді.
У липні 2021 року футболіст підписав чотирирічний контракт з клубом Аллсвенскан «Ельфсборг». Контракт вступав в дію з 1 січня 2022 року. Але пізніше клуби досягли домовленості про перехід футболіста до нового клубу вже в серпні 2021 року. 19 серпня Лагербільке зіграв першу гру у складі «Ельфсборга» у кваліфікації Ліги конференцій. У вищому дивізіоні чемпіонату Швеції захисник дебютував 31 жовтня у грі проти «Норрчепінга».
В літнє трансферне вікно 2023 року Лагербільке перейшов до шотландського клубу «Селтік». Контракт підписаний на п'ять років.

### Збірна
З 2017 року Густав Лагербільке виступав за юнацькі збірні Швеції. 
12 січня 2023 року у товариському матчі проти команди Ісландії Лагербільке дебютував у національній збірній Швеції. У своєму другому матчі у збірній Лагербек відзначився забитим голом у ворота команди Молдови.

## Титули
Селтік
 Чемпіон Шотландії: 2023/24